# Carl Curt Hosseus
Carl Curt Hosseus (o Hosséus) Prof. Dr. (11 de agosto de 1878 - 4 de mayo de 1950) fue un profesor, naturalista, botánico, micólogo, briólogo, y pteridólogo alemán y residente en Argentina, de destacadísima actuación académica en Córdoba (Argentina). También realizó expediciones botánicas a Tailandia, Ceilán, Singapur y la península malaya, retornando a Europa en 1906; sus recolecciones botánicas en todas esas localidades fueron 512 especímenes.
Sus especímenes de herbario se hospedan en la Universidad Nacional de Córdoba.

## Algunas publicaciones
- 1915. Algunas plantas de Cabo Raso (Chubut). Ed. Coni. 7 pp.

- 1913. Las abejas. Su rendimiento según las alturas, en Agricultura moderna. Año II. Nº 12. pp. 772. Buenos Aires. Septiembre de 1913.

- 1911. Die botanischen Ergebniss miner Expedition nach Siam

- 1910. Beitrage Zur Flora Siams

- 1907. Die aus Siam bekannten Acanthaceen

### Libros
- Hosséus, Carl Curt; y Cocucci, Alfredo Elio. 2004. Carl Curt Hosseus: notas autobiográficas. Miscelánea 100 de Academia Nacional de Ciencias (Córdoba, Argentina). Ed. Academia Nacional de Ciencias, 39 pp.

- 2001. Through King Chulalongkorn's kingdom (1904-1906): the first botanical exploration of Northern Thailand / Carl Curt Hosseus; traducido al inglés y con una introducción por Walter E.J. Tips. White Lotus Press, Bangkok. 351 pp. ISBN 974-7534-56-8

- Köfaragó-Gyelnik, Vilmos, Hosséus, Carl Curt (1940). Lichenes argentinenses a professore C.C. Hosseus collecti: Continuatio secunda. Ed. Imprenta y casa editora "Coni". 211 pp.

- 1940. Musgos del Territorio de Misiones, nuevos para la Argentina. Ed. Impr. de la Universidad. 29 pp.

- 1940. Informe sobre excursiones botánicas realizadas por los estudiantes del 2º año de agrimensura a Quilina y las Salinas Grandes. Ed. Impr. de la Universidad. 44 pp.

- 1939. El género Trichocereus (Cactaceae), las especies de la Argentina. Imprenta de la Universidad de Córdoba. 39 pp.

- 1939. Notas sobre cactáceas argentinas, Vol. 1. Imprenta de la Universidad de Córdoba. 152 pp.

- 1939. La flora briológica argentina: contribución a su conocimiento. 12 pp.

- theodor carl julius Herzog, carl curt Hosséus. 1938. Contribución al conocimiento de la flora Briofita del sur de Chile: Parte sistemática por T. Herzog. Parte fisiogeográfica por Carlos Curt Hosseus. Ed. Escuela de Farmacia de la Facultad de Ciencias Médicas de Córdoba. 95 pp.
- 1938. Musgos de la República Argentina: contribución al conocimiento de los musgos de la provincia de Córdoba (Argentina). Ed. Escuela de Farmacia de la Facultad de Ciencias Médicas de Córdoba. 42 pp.
- 1926. Loganiáceas. 30 pp.
- 1926. Apuntes sobre las cactáceas: rhizoma rhei. 46 pp.
- 1922. Flora argentina: Estudios comparativos sobre la vegetación de las provincias de La Rioja y de San Juan. 160 pp.
- 1921. Atlas de plantas fósiles de la República Argentina: obra póstuma de acuerdo con los manuscritos del Dr. F. Kurtz, recopilada por el Dr. C.C. Hosseus. Ed. Est. gráfico de T. Palumbo. 24 pp.
- 1918. Apuntes sobre la vegetación del Lago Argentino y del Río Santa Cruz. Ed. Casa Jacobo Peuser. 22 pp.
- 1915. Las cañas de bambú en las Cordilleras del Sud. 16 pp.
- 1913. Observaciones arqueológicas en el río Blanco (San Juan). En: Anales del Museo Nacional de Historia Natural de Buenos Aires, t. 28. Buenos Aires, 1916. p. [145]-151 ilus. 28 cm. Biblioteca del Congreso de la Nación Ubicación: B. 22548. vol: U

## Honores

### Eponimia
Especies (15 + 2 + 1 registros)
- (Buddlejaceae) Buddleja hosseusiana Kraenzl.[4]

- (Gesneriaceae) Aeschynanthus hosseusianus Kraenzl.[5]

- (Orchidaceae) Kraenzlinorchis hosseusii (Schltr.) Szlach.[6]

- (Poaceae) Gigantochloa hosseusii (Pilg.) T.Q.Nguyen[7]
- La abreviatura «Hosseus» se emplea para indicar a Carl Curt Hosseus como autoridad en la descripción y clasificación científica de los vegetales.[8]